# پیاز کوهی

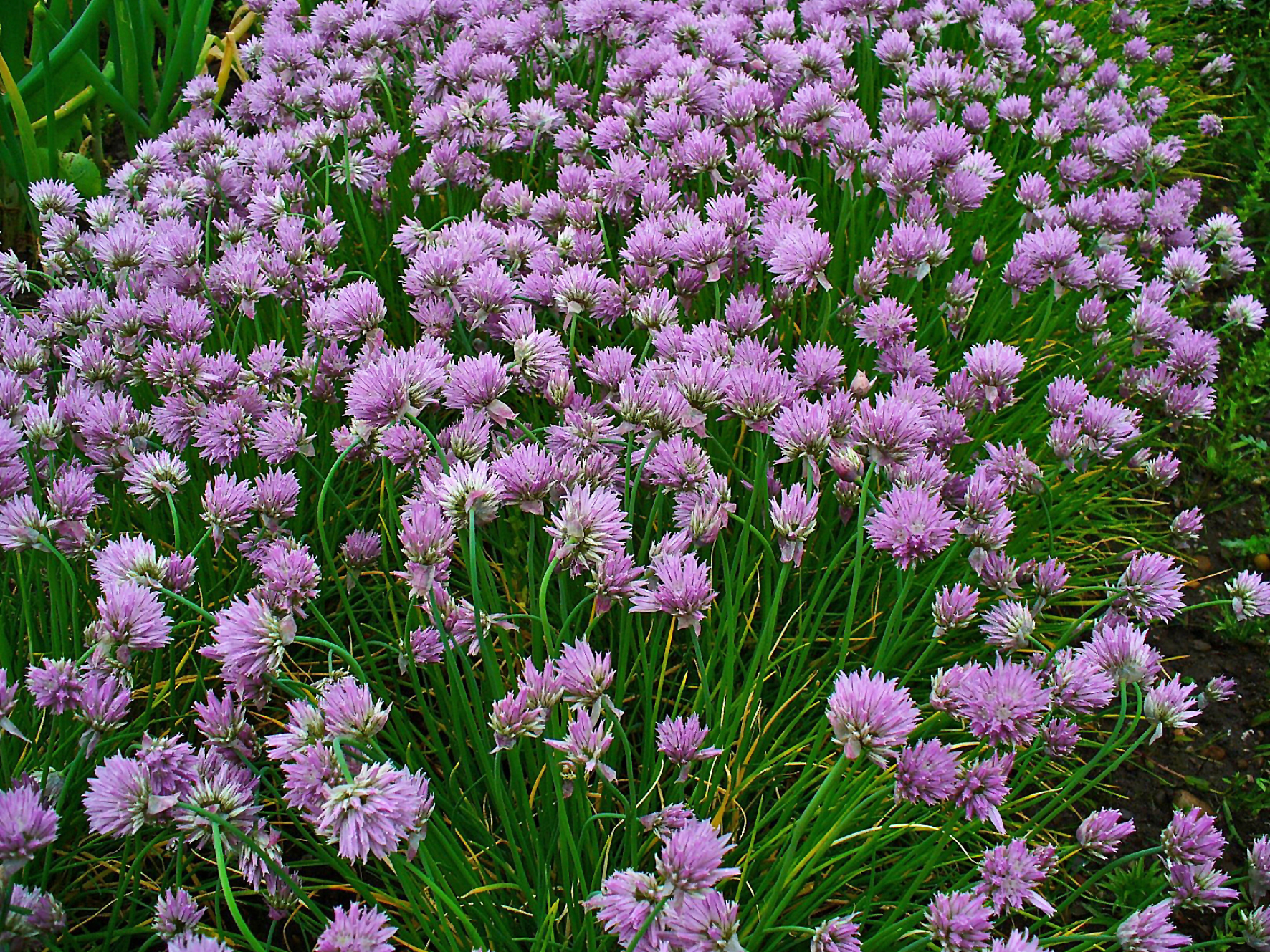
پیاز گلدار کوهی در آلمان

پیاز کوهی (انگلیسی: Chives) (نام علمی: Allium schoenoprasum) گیاه گلدار، از زیرخانواده 
نرگسیان است. در نقاط جنوب ایران نام این گیاه «میلو» است. در افغانستان این گیاه را «بالو» میگوید بیشتر در مناطق کوهستانی و سرد سیر مثل ولایت دایکندی در بهار رشد میکند، خوش طعم و خوراکی است.  نوع دیگری از آن که تنها برگ خوشبو و خوراکی پرز دار دارد به «خاشو» معروف است. (یعنی خوش بو، یا خوش خوراک، گوارا).